# 样式表语言列表
以下是样式表语言的列表。

## 标准
- 级联样式表（CSS）
- 文档样式语义和规范语言（DSSSL）
- 可扩展样式表语言（XSL）

## 非标准
- JavaScript 样式表（JSSS）
- 格式化输出规范实例（FOSI）
- 良好语义样式表（Sass）
- Less（Less）
- Stylus
- SMIL 时间表